# ここをクリック
「ここをクリック」（Click here）とは、ウェブページ上で、ハイパーリンクのリンクテキスト（アンカーテキスト）として、あるいはハイパーリンクとして使われる画像中によく現れる動詞句である。
多くのウェブ製作者が、閲覧者を自分たちのサイトの別の部分や他のウェブ上のどこかに誘導するために、この直観的な「ここをクリック」「○○についてはこちら」などのリンクテキストを使っている。これは紙媒体での「ここをチェック」と同じものである。
いずれにしても、指示語・代名詞または歪曲表現を用いて直接的な表現を避ける傾向を示している点が共通している。

## 批判
ウェブデザインの権威らは長らくこの用語を批判しており、多くの人はこの言葉を勉強不足なウェブデザイナーの目印とみなしている。これらの批判は、アクセシビリティやデバイスへの依存性、情報の欠如、印刷上の不合理、記述の余分さ、検索インデックス、荒らしでの悪用などを根拠にしている。
アクセシビリティ
スクリーンリーダー（ホームページリーダーなど）を使っている閲覧者は、スクリーンリーダーにページ上のハイパーリンクだけを読み上げさせることができる。批評家は、「ここをクリック」と付けられたリンクは具体的な内容を示さないために単独で意味が分かるものではなく、使いづらいものだと主張している。
デバイスへの依存性
現在、より多くのデバイスが様々な方法でウェブにアクセスしている。「ここをクリック」というのは、まだマウスのようなデバイスだけだったウェブの初期の段階ではうまくいっていたかもしれない。しかし現在、タッチパッドやボタン、ホイール、ペンポインター、音声操作などを使った新しいデバイスでリンクを作動させる際、「ここをクリック」は正しい操作方法ではない。
情報の欠如
人々は一般にオンラインで文章を熟読することはなく、流し読みをしている。「ここをクリック」ではなく意味のあるリンクテキストを使うことで、ユーザーにページ上の興味を持ちそうなリンクを素早く見せることができる。ページをウェブブラウザで見た時、リンクがテキストに対して際立っていることはごく普通である。その際立ったテキストが直接的にそのリンクに関する情報を含んでいることは、一般的によりユーザーフレンドリーなことだろう。このような理由で、W3Cは「Quality Tips for Webmasters」でウェブデザイナーに、「ここをクリック」をリンクテキストとして使うのは避けるべきだとアドバイスしている。
印刷上の不合理
ユーザーはウェブページを印刷して参照したいと思うかもしれないし、逆に印刷してもらうことを前提にデザインしているサイト（コンテンツ）も多い。リンクテキストとして「ここをクリック」を含むページを印刷すると、印刷したものを見た人には「ここをクリック」という活字は不合理に見えるかもしれない。このような理由のもと、ウェブの考案者であるティム・バーナーズ＝リーは「Style Guide for online hypertext」で、ウェブデザイナーに"try to avoid references in the text to online aspect"（文中でオンラインの側面への参照を避けるようにしよう）とアドバイスしている。
記述の余分さ
リンクに「ここをクリック」というフレーズを使うことは余分なことである、と批評家はいう。つまりユーザーは初めから、リンクはクリックできるものだとわかっているのだ。「ここをクリック」が20個以上あるページでそんな言葉を繰り返し見るのは、わずらわしく感じることだろう。
検索インデックス
有名な検索エンジンのほとんどは、組み合わさった単語を関連付けるためにmeta要素で与えられた説明文やtitleやbodyのテキストだけを使ってはおらず、全般的なインデックス化やページの順位づけの材料にハイパーリンクとなっている単語も含めている。リンクを識別するのに「ここをクリック」を使うことは、ウェブページのインデックス化を妨げるだけである。説明的なリンクテキストを使うことは、検索エンジンが単語の重要性を決めるのにより役立つことであろう。
荒らし、中傷での悪用
インターネットの荒らしで時々、いわゆる精神的ブラクラへのリンクを説明のないリンクに偽装し、人々を騙してクリックさせようとたくらむことがある。この手法はどのようなリンクにでも展開できるが、「ここをクリック」は一般的で簡単な標的である。

## 批評家らのアドバイス
「ここをクリック」という慣習を批判する人々はウェブデザイナーに、リンクになっているテキストは常にリンクの主題や説明について述べているべきだとアドバイスしている。彼らはまた、リンクに動詞句を使わないよう、例えば、「登録ユーザーになるにはここをクリック」の「ここをクリック」にリンクするのではなく、「登録ユーザーになる」の「登録ユーザー」部分にリンクすることを勧めている。
複数のページにまたがって続くニュース記事では、「ここをクリック」に似た「続きを読む」「続く」「全文表示」といったリンクが一般的となっている。一部の人はこれらもまたリンクテキストの悪い例として挙げ、リンクテキストはその記事の主題を説明する言葉を含めるべき（そしてそのように改善してもなお、リンクのサイズは1行に収まっているべき）だと述べている。
ただし、有料で配信されているニュース記事においては、続きの文章が有料の場合、「続きを読む」の表記は仕方がないともいえる。
クリック可能な画像について、それがリンクでもあることをユーザーに気づかせるのに「ここをクリック」を使う必要はない。デザイナーはそれがクリック可能な画像であると伝えるのに、画像上の主題となる、あるいは動詞でないテキストに単にアンダーラインを引けばよい。
これらを実践するある面での利益として、検索エンジン内部での適切な関連付けと最適化の可能性がある。キーワードの関連性と重要性を決定する助けとして、検索エンジンはハイパーリンク中の妥当なキーワードを探す。検索エンジンは、それらのリンク中の言葉が重要でそのページで問題にしている主題に強く関連しているはずだと仮定し、それゆえ適切なリンクはキーワードの重要性をより強調することができる。「ここをクリック」は明らかにそのような検索エンジンにとって有用な情報を与えず、そのよくある誤用のために無視されてしまうことだろう。

## 普及度
このような使い方は避けようという忠告にもかかわらず、この言葉はインターネット上でよく使われており、多くの言語に類似のフレーズがある。例えば、英語ではClick here、スペイン語ではhaz clic aquí、ドイツ語ではklicken Sie hier、フランス語ではcliquez ici、ポーランド語ではkliknij tutajがある。
- 商用サイトにおいても、依然として「ここをクリック」は多用されている。
- 亜種として、「ここもクリック」も少なからず存在する。